# Бечень (Бузеу)
Бечень, Бечені (рум. Beceni) — село у повіті Бузеу в Румунії. Адміністративний центр комуни Бечень.
Село розташоване на відстані 117 км на північний схід від Бухареста, 26 км на північ від Бузеу, 98 км на захід від Галаца, 95 км на схід від Брашова.

## Населення
За даними перепису населення 2002 року у селі проживали 602 особи. Рідною мовою 601 особа (99,8%) назвала румунську.
Національний склад населення села:
| Національність | Кількість осіб | Відсоток |
| -------------- | -------------- | -------- |
| румуни         | 596            | 99,0%    |
| цигани         | 5              | 0,8%     |